# UNI (Metropolitano)
La estación UNI o  estación Universidad Nacional de Ingeniería es una estación intermedia del Metropolitano en la ciudad de Lima. Está ubicada en la intersección de las avenidas Túpac Amaru y Eduardo de Habich en el límite entre los distritos del Rímac y San Martín de Porres.

## Características
La estación está en superficie, tiene tres plataformas para embarque de pasajeros y dos ingresos en ambos extremos accesibles para personas con movilidad reducida —el ingreso norte es a nivel del crucero peatonal y el sur está conectado a las aceras a través de un puente peatonal—. Dispone de máquinas de autoservicio y taquilla para la compra y recarga de tarjetas. Próximo a la estación se encuentra la puerta N° 3 y 4 de la Universidad Nacional de Ingeniería.

## Servicios
La estación es atendida por los siguientes servicios:
| Servicio troncal | Indicador  | Lunes a viernes                          | Lunes a viernes                          | Sábado                                | Domingo       |
| Servicio troncal | Indicador  | Norte a Sur                              | Sur a Norte                              | Sábado                                | Domingo       |
| ---------------- | ---------- | ---------------------------------------- | ---------------------------------------- | ------------------------------------- | ------------- |
| Regular          | Regular A  | 05:00 - 23:00                            | 05:00 - 23:00                            | 05:00 - 23:00                         | 05:15 - 22:00 |
| Regular          | Regular B  | 10:00 - 23:00                            | 10:00 - 23:00                            | 05:00 - 23:00                         | 05:00 - 22:00 |
| Regular          | Regular D  | 05:00 - 10:30                            | 05:00 - 10:30                            | Sin servicio                          | Sin servicio  |
| Expreso          | Expreso 5  | 09:00 - 17:00                            | 09:00 - 17:00                            | 05:15 - 20:20                         | Sin servicio  |
| Expreso          | Expreso 8  | 17:00 - 21:00                            | 17:00 - 21:00                            | Sin servicio                          | Sin servicio  |
| Expreso          | Expreso 9  | 05:30 - 09:00 (estación final e inicial) | 05:30 - 09:00 (estación final e inicial) | Sin servicio                          | Sin servicio  |
| Expreso          | Expreso 13 | 05:00 - 10:00                            | Sin Servicio                             | Sin Servicio                          | Sin Servicio  |
| Expreso          | Lechucero  | 23:30 - 04:00 (solo viernes y sábado)    | 23:30 - 04:00 (solo viernes y sábado)    | 23:30 - 04:00 (solo viernes y sábado) | Sin Servicio  |